# Pissignano
Pissignano è una frazione del comune di Campello sul Clitunno (PG).
Il paese è situato a metà strada tra Trevi e Spoleto, lungo il tracciato della strada statale Flaminia, a brevissima distanza dalle celeberrime Fonti del Clitunno.
Il borgo si costituisce di una parte in pianura, lungo la Flaminia, e di una parte collinare costituita dalla Torre e dal Colle Revalioso (detto anche San Benedetto); storicamente, appartenne dapprima al Ducato di Spoleto e poi allo Stato della Chiesa.

## Storia
Il nome deriva dall'antico Pissinianum, ossia piscina di Giano, una costruzione che si trovava in prossimità dell'attuale Tempietto del Clitunno.
Il primo nucleo si sviluppò in epoca romana lungo la Flaminia, e solo alcuni secoli più tardi si sviluppò l'altro nucleo, quello collinare, per via della costituzione di una piccola comunità benedettina.
Conteso tra Trevi e Spoleto, passò a quest'ultima nel 1213 come promessa del duca Diepoldo, e venne confermato da Federico II, nel 1241. Vi venne costruito un castello, feudo della famiglia Sansi (fondata da tale Barone Santio, venuto in Italia al seguito di Corrado II), che venne disertato a causa delle continue molestie trevane.
Nel 1250 vi nacque il beato Ventura da Pissignano, un santo romito molto popolare tra gli abitanti del luogo, che ora riposa nella chiesa di san Francesco a Trevi.
Riabitato in seguito ai privilegi concessi da Spoleto, il borgo venne nuovamente saccheggiato nel 1395 dai trevani guidati da Biordo Michelotti. Nel 1455, gli abitanti ottennero l'autorizzazione per riattare le torri e le mura.
Nel 1520, alcuni ribelli capeggiati da Girolamo detto Picozzo presero dimora nel castello, e vennero sconfitti dal papalino Annibale Baglioni. Altre rivolte ed episodi simili si verificarono nel 1522 e nel 1580, ma furono sempre fronteggiati con estrema forza dagli spoletini.
Fino alla fine del XVIII secolo rimase sotto Spoleto, per poi passare definitivamente al comune di Campello.

## Monumenti e luoghi d'arte
- Fonti del Clitunno, uno dei luoghi più noti di tutta la regione;
- Il Castello (XII secolo), a pianta triangolare e con le torri disposte sugli angoli, con un aspetto a terrazze.[3] La torre pentagonale intermedia viene utilizzata come campanile della chiesa di S. Benedetto.[4]
- Chiesa di S. Benedetto, con un affresco del 1449 ed un altro risalente al XVI secolo, opera di Fabio Angelucci da Mevale. Attualmente sconsacrata e privata.
- Tempietto del Clitunno.
- Chiesetta campestre di San Biagio del XIV secolo con tracce di affreschi

## Economia e manifestazioni
La frazione è localizzata in prossimità delle Fonti del Clitunno, per cui l'aspetto turistico è sicuramente importante. Inoltre, l'abbondante coltivazione ad olivo delle pendici del monte, permette la produzione di un olio di ottima qualità. Mensilmente (ogni prima domenica), vi si tiene un mercatino dell'antiquariato che richiama appassionati da tutta l'Umbria.